# Sindaci di Serre
Cronotassi parziale dei sindaci di Serre, dal 1805 ad oggi.

## Regno di Napoli (periodo napoleonico 1806-1815)
| Periodo   | Periodo | Primo cittadino   | Partito | Carica  | Note |
| --------- | ------- | ----------------- | ------- | ------- | ---- |
| 1805-1806 |         | Matteo Olivieri   |         | Sindaco |      |
| 1816      |         | Luigi Passannanti |         | Sindaco |      |

## Regno delle Due Sicilie (1816-1860)
| Periodo | Periodo | Primo cittadino    | Partito | Carica  | Note |
| ------- | ------- | ------------------ | ------- | ------- | ---- |
| 1831    |         | Giulio Cucci       |         | Sindaco |      |
| 1853    |         | Macario Melchionda |         | Sindaco |      |
| 1860    |         | Sabato D'Aiuto     |         | Sindaco |      |

## Regno d'Italia (1861-1946)
| Periodo   | Periodo | Primo cittadino     | Partito | Carica  | Note |
| --------- | ------- | ------------------- | ------- | ------- | ---- |
| 1866      |         | Pasquale Melchionda |         | Sindaco |      |
| 1868-1872 |         | Giovanni Cucci      |         | Sindaco |      |
| 1873-1874 |         | Nicola Melchionda   |         | Sindaco |      |
| 1875-1877 |         | Antonino Melchionda |         | Sindaco |      |
| 1878-1892 |         | Luigi Passannanti   |         | Sindaco |      |
| 1893-1894 |         | Giovanni Cucci      |         | Sindaco |      |
| 1895-1899 |         | Federico D'Aiuto    |         | Sindaco |      |
| 1900-1901 |         | Alberico Cucci      |         | Sindaco |      |
| 1902-1909 |         | Alessandro Olivieri |         | Sindaco |      |
| 1910      |         | Fiorentino Liguori  |         | Sindaco |      |
| 1911-1914 |         | Alberto Olivieri    |         | Sindaco |      |
| 1926-1930 |         | Giacomo Cucci       |         | Podestà |      |
| 1930-1931 |         | Domenico Siribelli  |         | Podestà |      |
| 1931-1936 |         | Oreste Sessa        |         | Podestà |      |
| 1936-1937 |         | Martino Cornetta    |         | Podestà |      |
| 1937      |         | Angelo D'Aloia      |         | Podestà |      |
| 1940      |         | Carlo De Nardo      |         | Podestà |      |
| 1940      |         | Remigio Passannanti |         | Podestà |      |
| 1940      |         | Giuseppe Melchionda |         | Podestà |      |
| 1941-1943 |         | Remigio Passannanti |         | Podestà |      |

## Repubblica Italiana (1946-oggi)
| Periodo        | Periodo        | Primo cittadino    | Partito                                     | Carica  | Note |
| -------------- | -------------- | ------------------ | ------------------------------------------- | ------- | ---- |
| 1946           | 1954           | Gennaro Masiello   |                                             | Sindaco |      |
| 1955           | 1956           | Luciano Chiumiento |                                             | Sindaco |      |
| 1956           | 1979           | Giovanni Cornetti  |                                             | Sindaco |      |
| 1970           | 1980           | Ennio D'Aniello    | Partito Repubblicano Italiano               | Sindaco |      |
| 1980           | 1990           | Mario Romagnuolo   |                                             | Sindaco |      |
| 1990           | 1993           | Guido Cicatelli    |                                             | Sindaco |      |
| 21 giugno 1993 | 10 maggio 2002 | Vito Marano        | Mista di Sinistra                           | Sindaco |      |
| 10 maggio 2002 | 21 maggio 2012 | Palmiro Cornetta   | Democratici di Sinistra Partito Democratico | Sindaco |      |
| 21 maggio 2012 | in carica      | Franco Mennella    | Lista civica                                | Sindaco |      |